# Vera Carrara
Vera Carrara (Alzano Lombardo, província de Bèrgam, 6 d'abril de 1980) és una ciclista italiana, que combina tant la carretera com el ciclisme en pista, concretament la puntuació.
Del seu palmarès destaquen, cinc medalles, dues d'elles d'or, als Campionats del món en Puntuació.

## Palmarès en pista
- 1998
  -  Campiona del món júnior en Puntuació
- 2002
  -  Campiona d'Europa sub-23 en Persecució
- 2005
  -  Campiona del món en Puntuació
- 2006
  -  Campiona del món en Puntuació
- 2007
  -  Campió d'Europa en Òmnium Endurance
  -  Campiona d'Itàlia en Puntuació

### Resultats a laCopa del Món
- 2003
  - 1a a la Classificació general i a la prova de Sydney, en Puntuació
- 2005-2006
  - 1a a Sydney, en Puntuació

## Palmarès en ruta
- 2002
  - 1a al Gran Premi de Brissago
- 2003
  - Vencedora d'una etapa al Giro de Toscana-Memorial Michela Fanini
- 2004
  - 1a al Gran Premi de Brissago
- 2006
  - Vencedora d'una etapa al Holland Ladies Tour
- 2007
  -  Campiona d'Itàlia en contrarellotge